# Драгомірешть (комуна, Васлуй)
Драгомірешть, Драгомірешті (рум. Dragomirești) — комуна у повіті Васлуй в Румунії. До складу комуни входять такі села (дані про населення за 2002 рік):
- Бебуца (120 осіб)
- Белзень (268 осіб)
- Боцой
- Владія (516 осіб)
- Доаджеле (1074 особи)
- Драгомірешть (624 особи) — адміністративний центр комуни
- Попешть (404 особи)
- Пояна-П'єтрей (329 осіб)
- Редень (1190 осіб)
- Семеня (43 особи)
- Тулешть (268 осіб)
- Чуперка (40 осіб)

Комуна розташована на відстані 263 км на північ від Бухареста, 28 км на захід від Васлуя, 60 км на південь від Ясс, 143 км на північ від Галаца.

## Населення
За даними перепису населення 2002 року у комуні проживали 4876 осіб.
Національний склад населення комуни:
| Національність   | Кількість осіб | Відсоток |
| ---------------- | -------------- | -------- |
| румуни           | 4403           | 90,3%    |
| цигани           | 470            | 9,6%     |
| угорці           | 2              | < 0,1%   |
| росіяни-липовани | 1              | < 0,1%   |

Рідною мовою назвали:
| Мова      | Кількість осіб | Відсоток |
| --------- | -------------- | -------- |
| румунська | 4467           | 91,6%    |
| циганська | 407            | 8,3%     |
| угорська  | 1              | < 0,1%   |
| німецька  | 1              | < 0,1%   |

Склад населення комуни за віросповіданням:
| Релігія        | Кількість осіб | Відсоток |
| -------------- | -------------- | -------- |
| православні    | 3853           | 79,0%    |
| старообрядці   | 827            | 17,0%    |
| п'ятдесятники  | 105            | 2,2%     |
| бретрени       | 63             | 1,3%     |
| адвентисти     | 14             | 0,3%     |
| римо-католики  | 6              | 0,1%     |
| лютерани       | 5              | 0,1%     |
| греко-католики | 1              | < 0,1%   |
| не релігійні   | 1              | < 0,1%   |

## Зовнішні посилання
- Дані про комуну Драгомірешть на сайті Ghidul Primăriilor